# 瓦勒和沙蒂永
瓦勒和沙蒂永（法語：Val-et-Châtillon，法語發音：[val e ʃatijɔ̃]）是法国默尔特-摩泽尔省的一个市镇，位于该省东部，属于吕内维尔区。

## 地理
瓦勒和沙蒂永（48°33'31"N, 6°57'58"E）面积18.57 平方千米，位于法国大東部大區默尔特-摩泽尔省，该省份为法国东北部内陆省份，是洛林的一部分，北邻比利时、卢森堡，北起顺时针与摩泽尔省、下莱茵省、孚日省和默兹省接壤。
与瓦勒和沙蒂永接壤的市镇（或旧市镇、城区）包括：格朗方丹、蒂尔克斯坦-布朗克吕、贝尔特朗布瓦、沃祖兹河畔锡雷、珀蒂蒙、圣索沃尔。

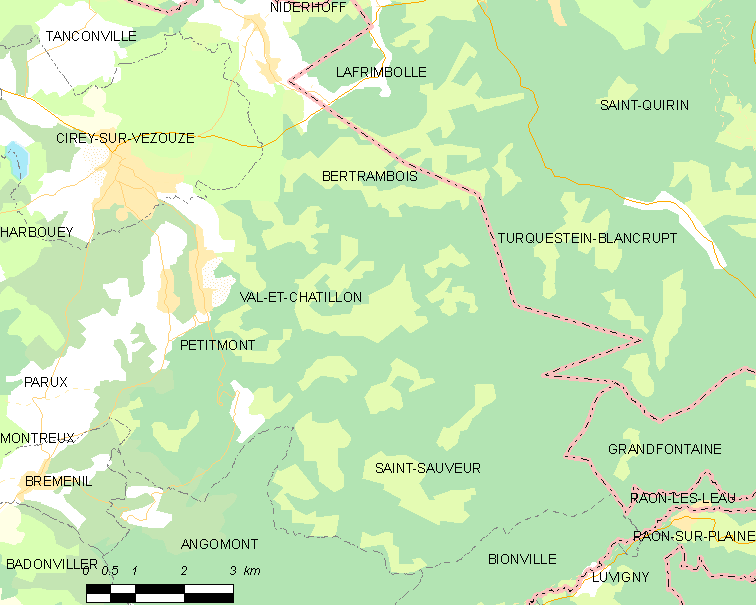
瓦勒和沙蒂永的OSM定位图

瓦勒和沙蒂永的时区为UTC+01:00、UTC+02:00（夏令时）。

## 行政
瓦勒和沙蒂永的邮政编码为54480，INSEE市镇编码为54540。

## 政治
瓦勒和沙蒂永所属的省级选区为巴卡拉县。

## 人口

1962-2008年间瓦勒和沙蒂永人口变化图示

瓦勒和沙蒂永于2022年1月1日时的人口数量为557人。